# Zudausques
 Zudausques  es una población y comuna francesa, situada en la Región de Alta Francia, departamento de Paso de Calais, en el distrito de Saint-Omer y cantón de Lumbres.

## Demografía
| Gráfica de evolución demográfica de Zudausques entre 2006 y 2019 |
|                                                                  |

Fuentes: INSEE.

## Políticos
Elecciones Presidential Segunda Vuelta:
| Elección | Elección | Candidato Ganador | Partido | %     |
| -------- | -------- | ----------------- | ------- | ----- |
|          | 2022     | Emmanuel Macron   | LREM    | 53,87 |
|          | 2017     | Emmanuel Macron   | EM      | 62,66 |
|          | 2012     | Nicolas Sarkozy   | UMP     | 53,82 |
|          | 2007     | Nicolas Sarkozy   | UMP     | 54,77 |
|          | 2002     | Jacques Chirac    | RPR     | 83,42 |